# Marcela Kubatková
Marcela Kubatková, född 1971, tjeckoslovakisk och tjeckisk orienterare som tog VM-brons i stafett 1991, 1993 och 1995.